# 德國捲毛貓

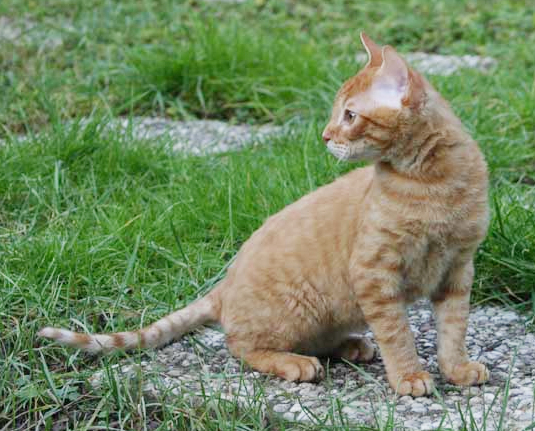

德國捲毛貓（German Rex）是家貓品種之一。德國捲毛貓體格大小中等，性格友善，和康沃爾帝王貓類似。德國捲毛貓起源於20世紀中期。

## 外部連結
- Batchelor, Anthony (2006): The revival of the German Rex 的存檔，存档日期2012-01-27.. PawAcademy article.
- Jaenicke, Ilona (2007): Die Geschichte der German Rex [in German]. Version of